# Rissoina larochei
Rissoina larochei is een slakkensoort uit de familie van de Rissoidae. De wetenschappelijke naam van de soort is voor het eerst geldig gepubliceerd in 1930 door Finlay.